# Rendszerváltó Fórum
A Rendszerváltó Fórum, egyike a 2006 őszén kezdődött demonstrációkon részt vevő csoportoknak. Alapítói Fáber Károly, Tatár József, Szabó Zoltán, Jankó Péter, Tolnay Gusztáv és Danyi Lajos.
Szervezetük célja a tiltakozások lankadásának megakadályozása, a – szerintük diktatórikusan működő – hatalmi elit leváltását, „valódi rendszerváltás”, gazdasági tekintetben egy jóléti állam megteremtését kívánták elérni, mindezt a törvények betartásával.

## Tevékenységük
Szervezni kezdtek egy Vörösmarty téri demonstráció sorozatot, ám az itt rendezett karácsonyi vásár miatt ezt megszüntették. 2006 októberének utolsó napjaiban megvalósítottak egy, a Teve utcai rendőrpalotát érintő, a Margit hídon és a Lánchídon át tartó, egész napos, majdnem 20 km-es vonulásos tüntetést, a szervezést nonprofit módon oldották meg, civil szervezetként működve. Tiltakoztak a szociálisan érzékenyeket érintő problémák, az országot alkotó nemzetiségek önállóságának hiánya ellen. Célul tűzték ki a nemzeti tudat erősítését, a magyar magán- és köztulajdon védelmét, az emberi jogok tiszteletben tartását, valamint a nemzeti hagyományok őrzését és gyakorlását. Létrehozták programjukat, aminek a Rendszerváltás Alternatívái címet adták.